# Joseph Ludwig Colmar
Joseph Ludwig Colmar (Strasburgo, 22 giugno 1760 – Magonza, 15 dicembre 1818) è stato un vescovo cattolico tedesco, primo vescovo non principe e non arcivescovo di Magonza dopo la secolarizzazione della diocesi, dovuta al crollo del Sacro Romano Impero.

## Biografia
Il 20 dicembre 1783 ricevette l'ordinazione sacerdotale, dopo aver studiato filosofia e teologia a Strasburgo, nella cattedrale cittadina.
Nel 1802 venne nominato da Napoleone vescovo di Magonza, dopo che questi si era convinto che risultasse inutile alla sua politica cercare di controbattere la Chiesa cattolica, contrasto che aveva risolto con il concordato nel 1801. Questa imposizione di Napoleone, inoltre, era rafforzata dal fatto che le truppe francesi occupavano gran parte dei territori della vecchia diocesi. In questo incarico succedette di fatto a Karl Theodor von Dalberg, ultimo principe-arcivescovo di Magonza (quindi anche ultimo sovrano dell'Elettorato di Magonza). Ricevette la consacrazione episcopale il 24 agosto 1802.
All'insegna di questo nuovo incarico, si preoccupò di rimodernare la diocesi, dopo la secolarizzazione dello stato di Magonza. Egli pose nello specifico la propria attenzione sulle tematiche di riorganizzazione dell'amministrazione che rivisse nuovamente dopo il governo oligarchico aristocratico dell'antica diocesi. Nel 1803 istituì un seminario per sacerdoti e ne nominò rettore Bruno Franz Leopold Liebermann, suo fedele amico.
Particolare attenzione la pose per recuperare le cattedrali di Magonza e Spira le quali erano state lasciate in balia del tempo, senza una guida spirituale. La stessa cattedrale di Magonza, del resto, era stata danneggiata pesantemente nel corso dell'assedio di Magonza (1793). I lavori iniziarono formalmente nel 1801 e furono compiuti per il compleanno di Napoleone dell'anno 1804 quando la cattedrale venne inaugurata ufficialmente dopo i restauri.

## Genealogia episcopale
La genealogia episcopale è:
- Cardinale Scipione Rebiba
- Cardinale Giulio Antonio Santori
- Cardinale Girolamo Bernerio, O.P.
- Arcivescovo Galeazzo Sanvitale
- Cardinale Ludovico Ludovisi
- Cardinale Luigi Caetani
- Cardinale Ulderico Carpegna
- Cardinale Paluzzo Paluzzi Altieri degli Albertoni
- Papa Benedetto XIII
- Papa Benedetto XIV
- Papa Clemente XIII
- Cardinale Giovanni Battista Caprara Montecuccoli
- Vescovo Antoine Xavier Maynaud de Pancemont
- Vescovo Charles Mannay